# Communauté de communes du Civraisien en Poitou
La Communauté de communes du Civraisien en Poitou est une communauté de communes française, située dans le département de la Vienne et la région Nouvelle-Aquitaine.

## Histoire
Conformément aux dispositions de la loi portant nouvelle organisation territoriale de la République du 7 août 2015, qui prévoit que les établissements publics de coopération intercommunale (EPCI) à fiscalité propre doivent avoir un minimum de 15 000 habitants, et aux prescriptions du schéma départemental de coopération intercommunale adopté par le préfet de la Vienne le 25 mars 2016, la communauté de communes est créée le 1er janvier 2017,, par  la fusion des trois communautés de communes de la des Pays Civraisien et Charlois de la Région de Couhé et de la du Pays Gencéen, alors membres du même Syndicat Mixte du Pays Civraisien et qui avaient commencé à coopérer dès 1979   sur des sujets comme le développement de l'énergie éolienne ou la piscine de Civray , et qui disposaient de compétences assez homogènes, si ce n'est celle de la compétence « rivière » détenue par le Pays Civraisien et Charlois à la dissolution l’ex-syndicat d’aménagement de la Charente.

## Territoire communautaire

### Géographie
Située au sud-ouest  du département de la Vienne, dans le nord de la région Nouvelle-Aquitaine et limitrophe des départements des Deux-Sèvres et de la Charente, la communauté de communes du Civraisien en Poitou regroupe 36 communes et présente une superficie de 887,8 km2.
Le territoire s'étend des portes de Poitiers pour le nord du territoire dont le Pays de Gençay, Valence-en-Poitou et sa périphérie structurées autour de la RN 10 pour le tiers ouest et Civray pour sa partie sud, et comprend les bourgs-centres de Civray, Gençay, Valence-en-Poitou et Charroux.

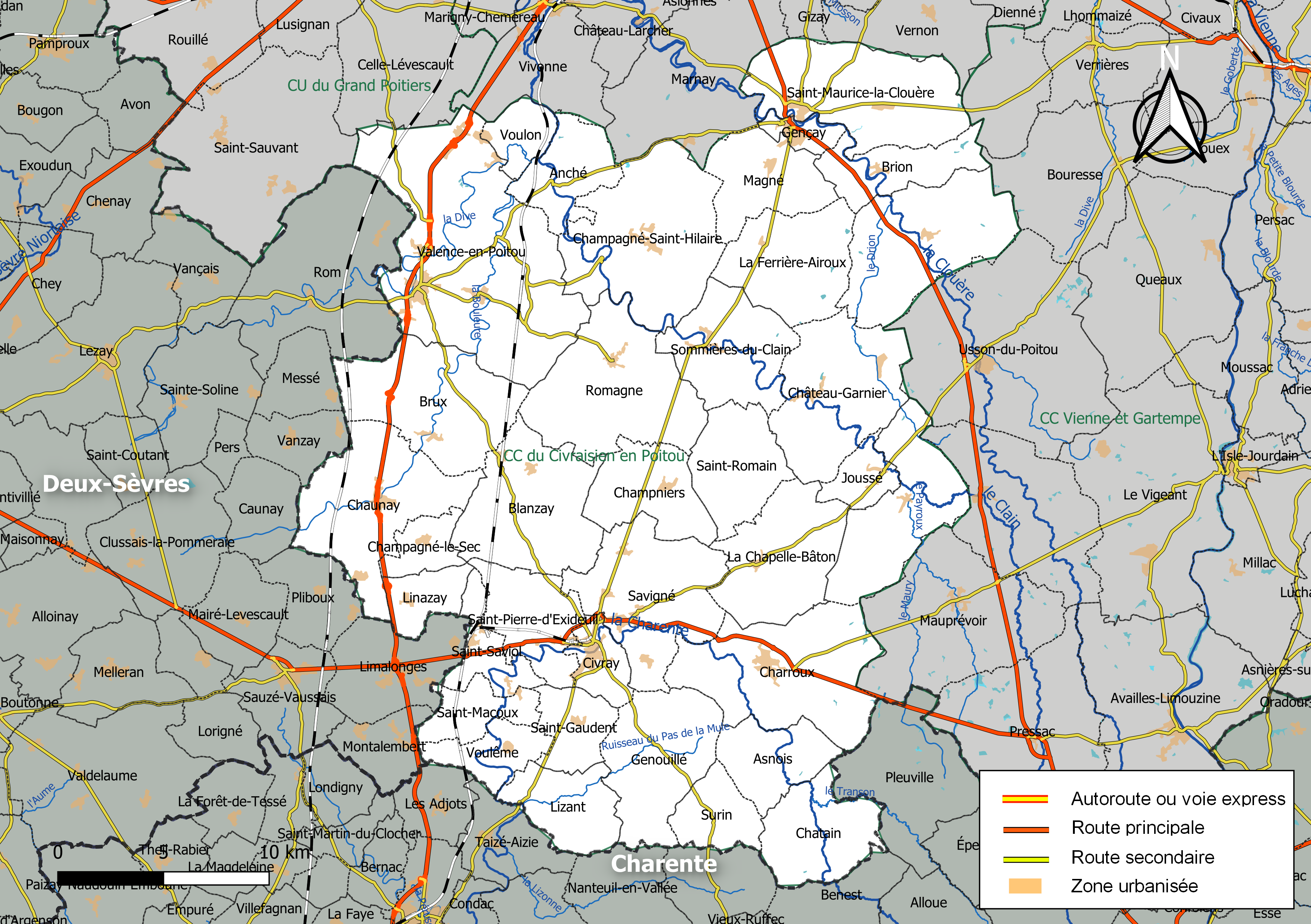
Carte de la communauté de communes du Civraisien en Poitou au 1er janvier 2019.

### Composition

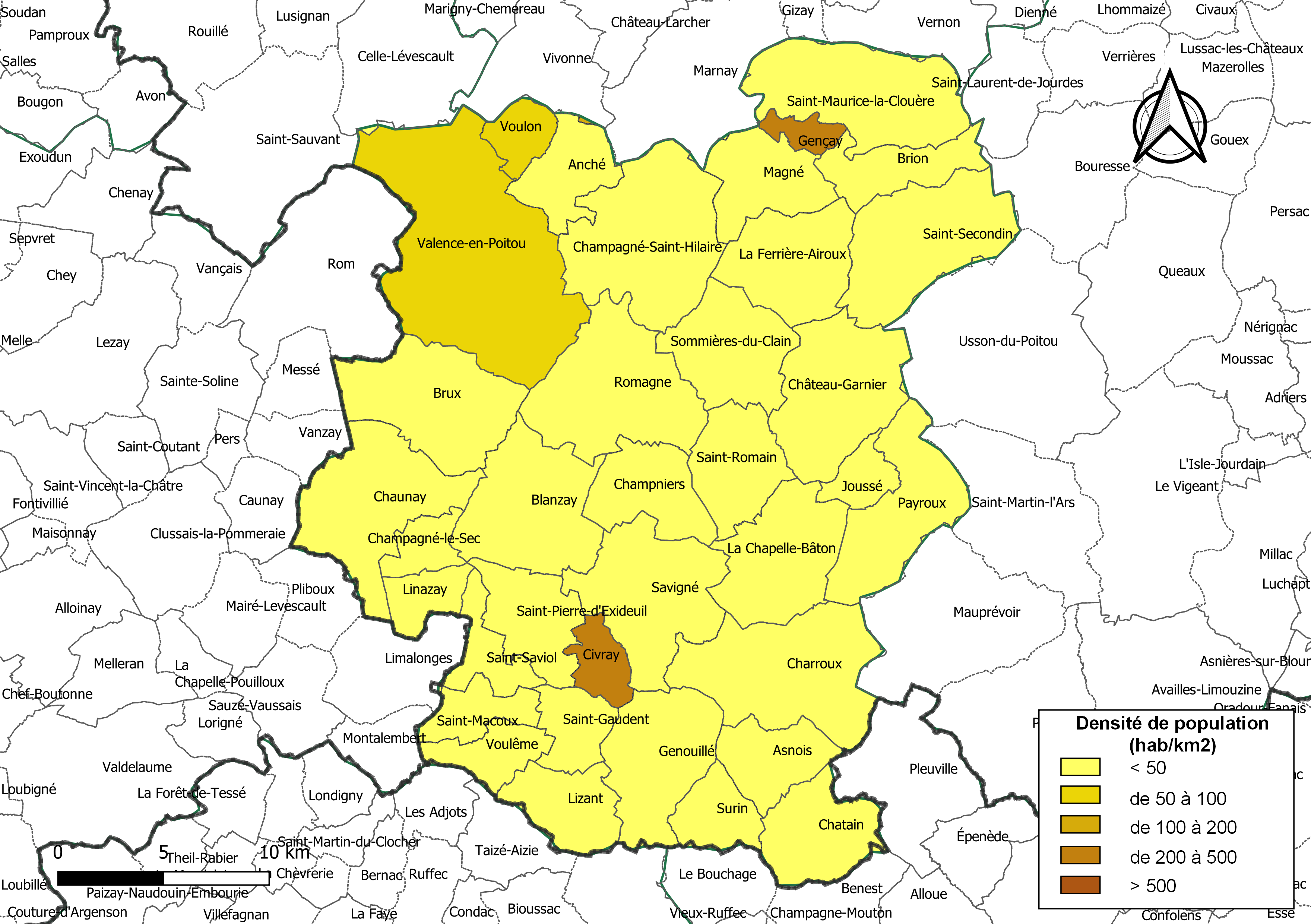
Carte des densités de population (millésimée 2016) des communes de la communauté de communes du Civraisien en Poitou. Composition en communes au 1er janvier 2019.

En 2023, la communauté de communes est composée des 36 communes suivantes :

| Nom                      | Code Insee | Gentilé           | Superficie (km2) | Population (dernière pop. légale) | Densité (hab./km2) |
| ------------------------ | ---------- | ----------------- | ---------------- | --------------------------------- | ------------------ |
| Civray (siège)           | 86078      | Civraisiens       | 8,7              | 2 543 (2022)                      | 292                |
| Anché                    | 86003      | Anchéens          | 16,23            | 329 (2022)                        | 20                 |
| Asnois                   | 86012      | Asnoisiens        | 16,26            | 132 (2022)                        | 8,1                |
| Blanzay                  | 86029      | Blanzéens         | 35,45            | 804 (2022)                        | 23                 |
| Brion                    | 86038      | Brionnais         | 16,08            | 221 (2022)                        | 14                 |
| Brux                     | 86039      | Brucéens          | 35,91            | 765 (2022)                        | 21                 |
| Champagné-le-Sec         | 86051      | Champenois        | 7,99             | 213 (2022)                        | 27                 |
| Champagné-Saint-Hilaire  | 86052      | Champagnois       | 46,36            | 994 (2022)                        | 21                 |
| Champniers               | 86054      | Camponégriens     | 20,03            | 354 (2022)                        | 18                 |
| La Chapelle-Bâton        | 86055      | Chapellois        | 29,68            | 350 (2022)                        | 12                 |
| Charroux                 | 86061      | Charlois          | 44,29            | 1 046 (2022)                      | 24                 |
| Chatain                  | 86063      |                   | 22,05            | 241 (2022)                        | 11                 |
| Château-Garnier          | 86064      | Castelgarnerois   | 35,89            | 601 (2022)                        | 17                 |
| Chaunay                  | 86068      | Chaunaisiens      | 38,64            | 1 201 (2022)                      | 31                 |
| La Ferrière-Airoux       | 86097      | Ferrierois        | 27,22            | 334 (2022)                        | 12                 |
| Gençay                   | 86103      | Gencéens          | 4,74             | 1 681 (2022)                      | 355                |
| Genouillé                | 86104      | Genouilléens      | 29,8             | 493 (2022)                        | 17                 |
| Joussé                   | 86119      | Jousséens         | 7,59             | 309 (2022)                        | 41                 |
| Linazay                  | 86134      | Linazéens         | 9,14             | 217 (2022)                        | 24                 |
| Lizant                   | 86136      | Lizantais         | 16,95            | 381 (2022)                        | 22                 |
| Magné                    | 86141      | Magnésiens        | 20,01            | 672 (2022)                        | 34                 |
| Payroux                  | 86189      | Payrousiens       | 30,05            | 463 (2022)                        | 15                 |
| Romagne                  | 86211      | Romagnons         | 40,84            | 803 (2022)                        | 20                 |
| Saint-Gaudent            | 86220      | Saint-Gaudentais  | 11,76            | 312 (2022)                        | 27                 |
| Saint-Macoux             | 86231      | Macouins          | 10,68            | 478 (2021)                        | 45                 |
| Saint-Maurice-la-Clouère | 86235      | Saint-Mauriciens  | 39,6             | 1 310 (2022)                      | 33                 |
| Saint-Pierre-d'Exideuil  | 86237      | Exidoliens        | 19,32            | 728 (2022)                        | 38                 |
| Saint-Romain             | 86242      |                   | 20,48            | 390 (2022)                        | 19                 |
| Saint-Saviol             | 86247      | Saint-Saviolais   | 10,81            | 536 (2021)                        | 50                 |
| Saint-Secondin           | 86248      | Saint-Secondinois | 38,14            | 531 (2022)                        | 14                 |
| Savigné                  | 86255      | Savignéens        | 36,35            | 1 265 (2022)                      | 35                 |
| Sommières-du-Clain       | 86264      | Sommiérois        | 26,21            | 738 (2022)                        | 28                 |
| Surin                    | 86266      | Surinois          | 11,91            | 124 (2022)                        | 10                 |
| Valence-en-Poitou        | 86082      | Picto-Valençois   | 83,22            | 4 323 (2022)                      | 52                 |
| Voulême                  | 86295      | Voulêmois         | 11,12            | 394 (2022)                        | 35                 |
| Voulon                   | 86296      | Voulonnais        | 8,31             | 468 (2022)                        | 56                 |

### Démographie
| 1968   | 1975   | 1982   | 1990   | 1999   | 2008   | 2013   | 2019   |
| ------ | ------ | ------ | ------ | ------ | ------ | ------ | ------ |
| 30 189 | 28 263 | 27 293 | 26 343 | 25 886 | 27 261 | 27 555 | 27 349 |

## Organisation

### Siège
La communauté de communes a son siège à Civray, 10 avenue de la Gare.

### Élus
La communauté de communes est administrée par son conseil communautaire, composé pour la mandature 2020-2026 de  59 conseillers municipaux représentant chacune des  36  communes membres, et répartis en fonction de leur population de la manière suivante :

- 7 délégués pour Valence-en-Poitou ;

- 4 délégués pour Civray ; 

- 3 délégués pour Gencay ;

- 2 délégués pour Blanzay, Brux, Champagné-Saint-Hilaire, Charroux, Château-Garnier, Chaunay, Magné, Romagne, Saint-Maurice-la-Clouère, Saint-Pierre-d'Exideuil, Savigné et Sommières-du-Clain ;

- 1 délégué ou son suppléant pour les autres communes.
Au terme des élections municipales de 2020 dans la Vienne, le conseil communautaire renouvelé a réélu son président, Jean-Olivier Geoffroy, maire de Champniers, et désigné ses 15 vice-présidents, qui sont, : 
1. Rémy Coopman, maire de la Ferrière-Airoux, chargé des finances et des affaires économiques ;
2. Vincent Béguier, maire de Couhé, chargé des politiques contractuelles
3. Pacal Lecamp, maire Civray, chargé du développement économiques ;
4. Lydie Noirault, maire de Joussé, chargée de la vie associative ;
5. François Bock, maire de Gençay, chargé de l'urbanisme et de l'habitat ;
6. Guy Sauvaitre, maire de Chaunay, chargé du centre intercommunal d'action sociale ;
7. Frédéric Texier, maire de Brux, chargé des déchets ménagers, du numérique, du PCAET et de l'économie circulaire ;
8. Jean-Michel Mercier, maire de La Chapelle-Bâton, chargé de la culture et des sports ;
9. Claudie Mémin, maire de Surin, chargée des ressources humaines ;
10. Martine Mousserion, maire d'Anché, chargée de l'enfance et de la jeunesse ;
11. Sylvie Coquilleau, maire de Peyroux, chargée de la cohésion sociale, de la santé et de la mobilité ;
12. Murielle Phelippon, maire de Magné, chargée du patrimoine bâti et naturel ;
13. Philippe Bellin, maire de Valence-en-Poitou, chargé de l'eau, de l'assainissement et des rivières ;
14. Roselyne Texèdre, maire de Saint-Maurice-la-Clouère, chargée du développement touristique ;
15. Jacques Augris. maire de Savigné, chargé de la voirie.

Pacal Lecamp, élu député et donc démissionnaire de ses fonctions exécutives locales en application de la législation limitant le cumul des mandats en France, est remplacé au poste de troisième vice-président par Jean-Guy Valette, maire de Genouillé
Le bureau communautairen qui constitue l'exécutif de l'intercommunalité, est constitué pour la mandature 2020-2026 du président, des 15 vice-présidents et de 8 autres conseillers communautaires délégués.

### Liste des présidents
| Période      | Période                    | Identité              | Étiquette | Qualité |
| ------------ | -------------------------- | --------------------- | --------- | --- |
| janvier 2017 | En cours (au 19 juin 2023) | Jean-Olivier Geoffroy | LR        | Conseiller général puis départemental de Civray (2011 → ) Maire de Champniers Réélu pour le mandat 2020-2026 |

### Compétences
L'intercommunalité exerce les compétences qui lui ont été transférées par les communes membres, dans les conditions déterminées par le code général des collectivités territoriales. En 2022, ces compétences sont :
- Aménagement de l'espace :  schéma de cohérence territoriale (ScoT), plan local d'urbanisme (PLU) et autres documents d'urbanisme
- Développement économique : zones d'activité d'intérêt communautaire ; participation à des manifestations d'envergure communautaire sédentaires ou non sédentaires ; opérations collectives conventionnées avec les partenaires pour la redynamisation, la modernisation et la revitalisation du commerce ; assistance à la création, au développement et à la sauvegarde des activités commerciales de proximité ; promotion du tourisme, dont la création d'offices de tourisme ; zones d'aménagement concerté d'intérêt communautaire ;.
- Gestion des milieux aquatiques et prévention des inondations (GEMAPI) ;
- Aires d'accueil des gens du voyage.
- Collecte et traitement des déchets des ménages et déchets assimilés.
- La protection et mise en valeur de l'environnement ;
- La politique du logement et du cadre de vie : politique du logement social d'intérêt communautaire et actions en faveur du logement des personnes défavorisées ; opération programmée d'amélioration de l'habitat (OPAH); gestion des lotissements les champs des fossés (Genouillé), le coteau (Joussé), la croix vaillier (La Chapelle Bâton) ; programme local de l'habitat (PLH) du Civraisien en Poitou ;
- Voirie d'intérêt communautaire  (l'ensemble de la voirie communale dans et hors agglomération à l'exclusion des places publiques et des chemins ruraux non revêtus) : travaux  sur la bande de roulement et travaux connexes indissociables comprenant les bordures et caniveaux, le dérasement, curage et ouverture des fossés à l'exclusion des revêtements de trottoirs, de la signalisation verticale, du busage de fossés, du fauchage et de l'élagage ;
- Équipements sportifs  reconnus d'intérêt communautaire (centre aquatique ODA à Civray, maison de la pêche de Saint Pierre d'Exideuil, chemin d'eau du val de Charente, aire de loisirs du pré de l'aiguille à Charroux et ses équipements, centre d'équithérapie des Boutiers à Lizant, complexe sportif de Couhé (gymnase, dojo, halle de tennis, bulle multi activités, piscine estivale, terrains extérieurs de tennis et de foot), bassin d'initiation et gymnase du collège de Gençay) ;
- Action sociale d'intérêt communautaire : EHPAD de Couhé et de Chaunay, foyers logements pour personnes âgées de Couhé et de Chaunay, maison d'accueil familial de Surin ;
- maisons de services au public ;
- Équipements touristiques reconnus d'intérêt communautaire (parc floral de la Belle de Magné, site du cormenier de Champniers, îles de Payré, site de la maison de la nature et du village de chalets de Savigné, site préhistorique des grottes du Chaffaud de Savigné, arboretum de Voulême, maison du Pays Charlois de Charroux, site de l'abbatiale de Charroux, abbaye de Valence à Couhé, aérodrome des Bernards de Couhé/Brux, gîte de Blanzay, gîte de groupe de la quincarderie à Ceaux en Couhé,  gîte de groupe de Vaux en Couhé) ;
- Petite enfance, enfance, jeunesse : transports scolaires des élèves à destination des écoles maternelles et primaires en convention avec le Conseil Régional, appui aux ULIS maternelle et primaire et RASED, accueil de la petite enfance (comprenant RAM et LAEP), accueil de loisirs sans hébergement pour le temps extrascolaire et le temps périscolaire du mercredi après-midi ;
- Équipements culturels reconnus d'intérêt communautaire (école de musique intercommunale « la cendille » à Gençay, cinéma de Civray) ;
- Équipements médicaux sociaux reconnus d'intérêt communautaires (centre de postcure de Payroux, maison de la santé pluridisciplinaire de Civray, maison médicale de Charroux, maison de santé pluridisciplinaire de Savigné) ;
- Contingent SDIS ;
- Soutien aux associations et de soutien aux animations culturelles, sportives et de loisirs (actions sociales en faveur de l'insertion sociale et socioprofessionnelle ayant une intervention à rayonnement communautaire, actions en direction des associations ou organismes favorisant l'accès des jeunes à des activités sportives, culturelles ou de loisirs et/ou participant, par l'organisation d'événements et/ou manifestations à la promotion de l'image du territoire communautaire ; actions en direction des associations ou organismes dans les domaines touristiques et pour des actions de coopération internationale en conventionnement avec le département) ;
- Aménagement numérique du territoire : établissement et exploitation de réseaux de communications électroniques ; numérisation du cadastre et mise à disposition d'un système d'information géographique (SIG), à la demande de ses com avec des personnes publiques, réalisation d'études, missions ou gestion de services.

### Régime fiscal et budget
La communauté de communes est un établissement public de coopération intercommunale à fiscalité propre.
Afin de financer l'exercice de ses compétences, l'intercommunalité perçoit la fiscalité professionnelle unique (FPU) – qui a succédé à la taxe professionnelle unique (TPU) – et assure une péréquation de ressources entre les communes résidentielles et celles dotées de zones d'activité.
Elle ne reverse pas de dotation de solidarité communautaire (DSC) à ses communes membres.

### Effectifs
Afin d'asurer la mise en œuvre de ses compétences, en 2020, la communauté de communes employait 114 agents.

## Projets et réalisations
Conformément aux dispositions légales, une communauté de communes a pour objet d'associer des « communes au sein d'un espace de solidarité, en vue de l'élaboration d'un projet commun de développement et d'aménagement de l'espace ».

## Pour approfondir